# Johann Badendorp
Johann Badendorp (* in Heiligenhafen; † 17. Juli 1517 in Lübeck) war Ratssekretär der Hansestadt Lübeck.

## Leben
Johann Badendorp immatrikulierte sich um Ostern 1502 zum Studium an der Universität Rostock, wo er im Sommer 1506 zum Bakkalaureus promoviert wurde. In Lübeck wird er Ende 1512 erstmals urkundlich erwähnt. Im Oktober 1514 wurde er als Magister dritter Ratssekretär der Stadt unter dem Protonotar Johannes Rode und dem zweiten Sekretär Bernt Heineman.